# Trouble (singel Leony Lewis)
Trouble – singel brytyjskiej piosenkarki Leony Lewis, wydany 5 października 2012 roku w Irlandii, a w Wielkiej Brytanii 7 października. Twórcami tekstu są Leona Lewis, Hugo Chegwin, Harry Craze, Naughty Boy, James Murray, Mustafa Omer, Emeli Sandé, Fraser T Smith, a producentami Naughty Boy, Fraser T Smith, Chris Loco, Orlando "Jalil Beats" Tucker. Piosenka jest pierwszym singlem promującym trzecią płytę artystki, Glassheart.

## Informacje o singlu
5 września 2012 roku Lewis udostępniła wykonanie akustyczne na swoim koncie Vevo. Występ został nagrany na żywo i sfilmowany w czarno-białym formacie. Do sprzedaży udostępniono również inną wersję singla w duecie z brytyjskim raperem o pseudonimie Childish Gambino.

## Teledysk
Teledysk miał swoją premierę 14 września, a jego reżyserem jest Raul B.Fernandez. Klip przedstawia wokalistkę przebywającą w domu, wraz ze swoim chłopakiem, którego gra amerykański aktor i model - Colton Haynes. W kolejnych scenach widzimy m.in. parę na przyjęciu ze znajomymi oraz w windzie, a także samą Lewis siedzącą na krześle, za którym znajduje się ekran, wyświetlający wspólne sceny pary, np. ich taniec.

## Format wydania
Digital Extended Play (EP)
1. "Trouble" (featuring Childish Gambino) – 3:42
2. "Trouble" (Acoustic) – 3:41
3. "Trouble" (Wookie Remix) – 3:05
4. "Trouble" (Wideboys Radio Mix) – 3:46
5. "Trouble" (Matty Graham Remix) – 3:56

Digital download
1. 1. "Trouble" (featuring Childish Gambino) – 3:42

CD single / Digital Single
1. "Trouble" (featuring Childish Gambino) – 3:42
2. "Trouble" (Acoustic) – 3:41

Album Version - Dysk 2
1. "Trouble" – 3:41

## Pozycje na listach
| Lista                              | Najwyższa pozycja |
| ---------------------------------- | ----------------- |
| Austria (Ö3 Austria Top 40)        | 32                |
| Irlandia (IRMA)                    | 21                |
| Korea Południowa (Gaon Chart)      | 23                |
| Niemcy (Media Control Charts)      | 27                |
| Szkocja (OCC)                      | 8                 |
| Szwajcaria (Schweizer Hitparade)   | 75                |
| Wielka Brytania (UK Singles Chart) | 7                 |
| Wielka Brytania (UK R&B Chart)     | 2                 |